# Ilia Malinin
Ilia Malinin (ur. 2 grudnia 2004 w Fairfax) – amerykański łyżwiarz figurowy, startujący w konkurencji solistów. Dwukrotny mistrz świata (2024, 2025), brązowy medalista mistrzostw świata (2023) oraz mistrz świata juniorów (2022); dwukrotny zwycięzca (2023, 2024) i brązowy medalista finału Grand Prix (2022), medalista zawodów Grand Prix, Junior Grand Prix i Challenger Series, trzykrotny mistrz Stanów Zjednoczonych (2023, 2024, 2025). 
Jest pierwszą i jedyną osobą na świecie, która wykonuje poczwórnego axla. Po raz pierwszy dokonał tego 14 września 2022 roku podczas programu dowolnego w zawodach U.S. International Classic 2022 w Lake Placid, w trakcie swojego pierwszego występu w sezonie.  
9 grudnia 2023 r. podczas Finału Grand Prix 2023 w Pekinie został pierwszym łyżwiarzem na świecie, który podczas jednych zawodów wykonał 6 poczwórnych skoków (1 w programie krótkim, 5 w programie dowolnym); 24 marca 2024 roku powtórzył swój wyczyn w trakcie programu dowolnego na Mistrzostwach Świata w Łyżwiarstwie Figurowym 2024 w Montrealu, z wynikiem 227,79 punktów ustanawiając nowy rekord świata. 7 grudnia 2024 r. w trakcie Finału Grand Prix 2024 w Grenoble w trakcie programu dowolnego podjął próbę wykonania 7 poczwórnych skoków. Ostatecznie po raz kolejny z sukcesem wykonał 6 skoków, stając się pierwszą osobą w historii, która w trakcie jednego programu wykonała wszystkie typy poczwórnych skoków.

## Życie prywatne i edukacja
Urodził się 2 grudnia 2004 roku w Fairfax, w stanie Wirginia. Wraz ze swoimi rodzicami Tatianą Malininą i Romanem Skorniakowem oraz młodszą siostrą Elli Beatrice (Lizą) Malininą (ur. 2014) mieszka w miejscowości Vienna. Jego rodzice są trenerami łyżwiarstwa figurowego w Reston. Przed rozpoczęciem pracy zawodowej oboje byli łyżwiarzami figurowymi reprezentującymi Uzbekistan w kategoriach indywidualnych; Tatiana Malinina jest zwyciężczynią Finału Grand Prix (1999), Mistrzostw Czterech Kontynentów (1999) oraz 10-krotną zwyciężczynią kraju; Roman Skorniakow jest 7-krotnym zwycięzcą kraju. Oboje są Rosjanami, do Stanów Zjednoczonych przeprowadzili się w roku 1998, gdzie w roku 2000 wzięli ślub. Sam Malinin mówi biegle w języku angielskim i rosyjskim. Nazwisko matki otrzymał ze względu na jego łatwiejszą wymowę w języku angielskim. Rodzice Malinina od początku jego kariery są również jego trenerami. Łyżwiarzem figurowym był również jego dziadek ze strony matki - Walery Malinin, który reprezentował Związek Radziecki, a obecnie jest trenerem łyżwiarstwa w Nowosybirsku.
W 2023 roku Malinin ukończył szkołę średnią George C. Marshall High School w Falls Church. Jego ulubionym przedmiotem była fizyka. Obecnie jest studentem Uniwersytetu George'a Masona w Fairfax.

## Kariera

### Początki kariery
Naukę jazdy na łyżwach rozpoczął w 2010 roku, w wieku sześciu lat. W 2014 roku po raz pierwszy wziął udział w zawodach na szczeblu krajowym. W Mistrzostwach Stanów Zjednoczonych 2015 w kategorii wiekowej Juvenile zajął dziewiąte miejsce; rok później zwyciężył w kolejnej edycji tych zawodów. W 2017 roku został mistrzem Stanów Zjednoczonych w kategorii wiekowej Intermediate. 
Występując w kategorii wiekowej Novice, zwyciężył w zawodach 2018 U.S. Challenge Skate, a w 2019 roku został brązowym medalistą Mistrzostw Stanów Zjednoczonych. W 2018 roku po raz pierwszy wziął udział w zawodach międzynarodowych - w kategorii Advanced Novice został mistrzem Asian Open Trophy 2018 i srebrnym medalistą Golden Bear of Zagreb 2018.

### Kariera juniorska

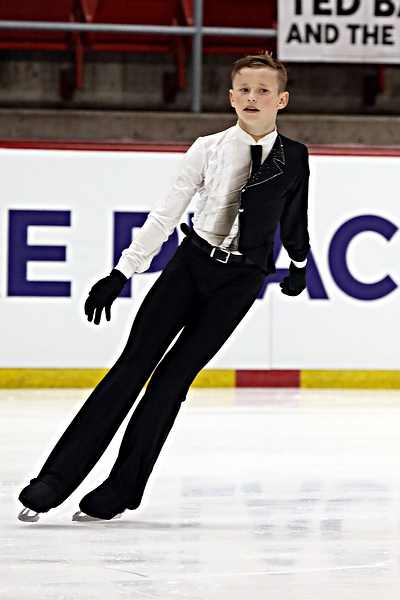
JGP w Stanach Zjednoczonych 2019

### Kariera juniorska[18]

#### Sezon 2019–2020: debiut juniorski na arenie międzynarodowej
Debiut w juniorskich rozgrywkach międzynarodowych Malinin zaliczył podczas zawodów Philadelphia Summer International 2019, w których zwyciężył. 
Podczas ISU Junior Grand Prix 2019/20 zajął czwarte miejsce w JGP w Stanach Zjednoczonych i siódme miejsce w JGP we Włoszech. 
Z powodu kontuzji nie mógł wziąć udziału w Mistrzostwach Stanów Zjednoczonych 2020, jednak na podstawie wyników z początku sezonu przyznano mu miejsce na Mistrzostwach Świata Juniorów 2020; wywalczył na nich trzynaste miejsce w programie krótkim i osiemnaste w programie dowolnym, co dało mu szesnaste miejsce w klasyfikacji generalnej.
|                                                           |                |             |            | Program krótki | Program krótki | Program dowolny | Program dowolny | Klasyfikacja generalna | Klasyfikacja generalna |
| Zawody                                                    | Ranga zawodów  | Miejsce     | Data       | Wynik          | Pozycja        | Wynik           | Pozycja         | Wynik                  | Pozycja                |
| --------------------------------------------------------- | -------------- | ----------- | ---------- | -------------- | -------------- | --------------- | --------------- | ---------------------- | ---------------------- |
| Philadelphia Summer International 2019                    | międzynarodowe | Aston       | 29.07.2019 | 71,50          | 1              | 130,34          | 1               | 201,84                 | 1                      |
| JGP w Stanach Zjednoczonych 2019/20                       | międzynarodowe | Lake Placid | 28.08.2019 | 71,34          | 3              | 130,38          | 3               | 201,72                 | 4                      |
| JGP we Włoszech 2019/20                                   | międzynarodowe | Egna        | 02.10.2019 | 72,19          | 4              | 131,28          | 7               | 203,47                 | 7                      |
| Mistrzostwa Świata Juniorów w Łyżwiarstwie Figurowym 2020 | międzynarodowe | Tallinn     | 02.03.2020 | 74,02          | 13             | 121,95          | 18              | 195,97                 | 16                     |

#### Sezon 2020–2021: Nowe skoki poczwórne i kontuzje
Z powodu pandemii COVID-19 odwołano zawody Junior Grand Prix 2020/21, których miał być uczestnikiem. W zamian został zakwalifikowany do zawodów Skate America 2020. Niespodziewanie zajął piąte miejsce w tych zawodach, prezentując dwa poczwórne skoki – toe loopa i salchowa – których nauczył się podczas lockdownu. W związku z wysokim wynikiem zaproszono go do udziału w turnieju Las Vegas Invitational, gdzie pomógł drużynie Tary pokonać drużynę Johnny'ego. Z powodu kontuzji kostki nie mógł wziąć udziału w kwalifikacjach do Mistrzostw Stanów Zjednoczonych 2021.
|                    |                |           |            | Program krótki | Program krótki | Program dowolny | Program dowolny | Klasyfikacja generalna | Klasyfikacja generalna |
| Zawody             | Ranga zawodów  | Miejsce   | Data       | Wynik          | Pozycja        | Wynik           | Pozycja         | Wynik                  | Pozycja                |
| ------------------ | -------------- | --------- | ---------- | -------------- | -------------- | --------------- | --------------- | ---------------------- | ---------------------- |
| Skate America 2020 | międzynarodowe | Las Vegas | 23.10.2020 | 76,75          | 7              | 143,56          | 5               | 220,31                 | 5                      |

#### Sezon 2021–2022: Mistrz Świata Juniorów i dwa złote medale Grand Prix Juniorów
Wraz ze wznowieniem Junior Grand Prix w sezonie 2021/22, Malinin powrócił do rywalizacji międzynarodowej podczas pierwszej edycji JGP we Francji, zdobywając złoty medal, mimo że popełnił błędy w obu próbach wykonania poczwórnych skoków w programie dowolnym. W swoich drugich zawodach z cyklu Grand Prix - JGP w Austrii zwyciężył, osiągając nowe rekordy życiowe w obu programach i punktacji łącznej. Udało mu się wykonać poczwórnego salchowa w programie dowolnym, ale popełnił błąd przy próbie wykonania poczwórnego toe loopa. Z dwoma złotymi medalami zakwalifikował się do Finału Junior Grand Prix, który jednak został odwołany z powodu ograniczeń w podróżowaniu spowodowanych przez wariant Omicron.
Na zakończenie sezonu został Mistrzem Świata Juniorów 2022. W trakcie odbywających się w Tallinie Mistrzostw ustanowił nowe rekordy świata juniorów w programie krótkim (88,99), programie dowolnym oraz w punktacji łącznej. Złoty medal zdobył, wyprzedzając o prawie 42 punkty kazacha Michaiła Szajdorowa.
|                                                           |                |            |            | Program krótki | Program krótki | Program dowolny | Program dowolny | Klasyfikacja generalna | Klasyfikacja generalna |
| Zawody                                                    | Ranga zawodów  | Miejsce    | Data       | Wynik          | Pozycja        | Wynik           | Pozycja         | Wynik                  | Pozycja                |
| --------------------------------------------------------- | -------------- | ---------- | ---------- | -------------- | -------------- | --------------- | --------------- | ---------------------- | ---------------------- |
| JGP we Francji 2021                                       | międzynarodowe | Courchevel | 18.08.2021 | 80,07          | 1              | 134,57          | 1               | 214,64                 | 1                      |
| JGP w Austrii 2021                                        | międzynarodowe | Linz       | 07.10.2021 | 81,31          | 1              | 164,04          | 1               | 245,35                 | 1                      |
| Mistrzostwa Świata Juniorów w Łyżwiarstwie Figurowym 2022 | międzynarodowe | Tallinn    | 13.04.2022 | 88,99          | 1              | 187,12          | 1               | 276,11                 | 1                      |

### Kariera seniorska[18]

#### Sezon 2021–2022: debiut seniorski na arenie międzynarodowej

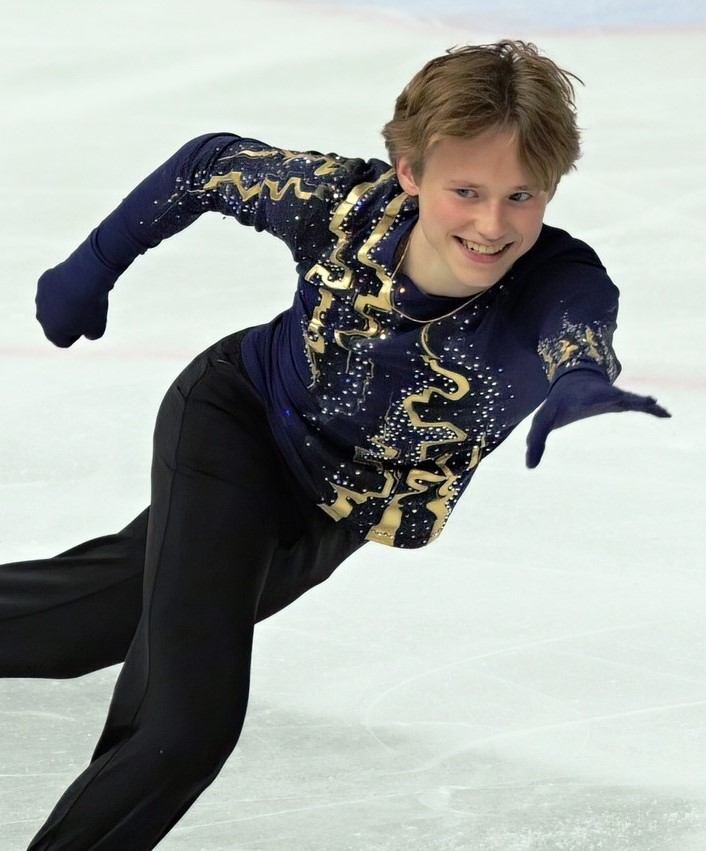
Cup of Austria 2021 - program dowolny

W sezonie 2021/2022 rozpoczął międzynarodową rywalizację na poziomie seniorskim. Pierwszymi zawodami seniorskimi na arenie międzynarodowej, w których wziął udział, był Cup of Austria 2021. Po programie krótkim był trzynasty, w programie dowolnym zajął drugie miejsce, co pozwoliło my zdobyć brązowy medal. W styczniu 2022 roku zadebiutował jako senior w Mistrzostwach Stanów Zjednoczonych 2022. Wysokie miejsce na tych mistrzostwach mogło być przepustką do amerykańskiej drużyny olimpijskiej. Malinin zajął trzecie miejsce w programie krótkim, natomiast w programie dowolnym, w którego trakcie wykonał cztery poczwórne skoki, był drugi, co dało mu wicemistrzostwo Stanów Zjednoczonych. Dzięki takiemu wynikowi zgodnie z kryteriami kwalifikacyjnymi, wybór trzeciego zawodnika do drużyny olimpijskiej miał rozstrzygnąć się między nim i Jasonem Brownem, który na tych samych mistrzostwach zajął czwarte miejsce. Ostatecznie komisja wybrała Browna, co wzbudziło pewne kontrowersje.
Aby uzyskać minimalne wymagania punktowe kwalifikujące do uczestnictwa w Mistrzostwach Świata 2022, Malinin wziął udział w International Challenge Cup 2022, gdzie odniósł sukces i zdobył złoty medal.   
Podczas Mistrzostw Świata w Montpellier, we Francji Malinin zajął czwarte miejsce w programie krótkim, ustanawiając rekord życiowy 100,16 i tym samym poprawiając swój poprzedni najlepszy wynik o prawie 20 punktów. W programie dowolnym popełnił poważne błędy przy dwóch poczwórnych skokach i spadł na dziewiąte miejsce w klasyfikacji generalnej.   
|                                                                |                |             |            | Program krótki | Program krótki | Program dowolny | Program dowolny | Klasyfikacja generalna | Klasyfikacja generalna |
| Zawody                                                         | Ranga zawodów  | Miejsce     | Data       | Wynik          | Pozycja        | Wynik           | Pozycja         | Wynik                  | Pozycja                |
| -------------------------------------------------------------- | -------------- | ----------- | ---------- | -------------- | -------------- | --------------- | --------------- | ---------------------- | ---------------------- |
| Cup of Austria 2021                                            | międzynarodowe | Graz        | 11.11.2021 | 67,58          | 13             | 154,97          | 2               | 222,55                 | 3                      |
| Mistrzostwa Stanów Zjednoczonych w Łyżwiarstwie Figurowym 2022 | krajowe        | Nashville   | 01.01.2022 | 103,46         | 3              | 199,02          | 2               | 302,48                 | 2                      |
| International Challenge Cup 2022                               | międzynarodowe | Tilburg     | 24.02.2022 | 84,55          | 2              | 176,14          | 1               | 260,69                 | 1                      |
| Mistrzostwa Świata w Łyżwiarstwie Figurowym 2022               | międzynarodowe | Montpellier | 21.03.2022 | 100,16         | 4              | 163,63          | 11              | 263,79                 | 9                      |

#### Sezon 2022–2023: Brązowy medal mistrzostw świata i pierwszy medal finału Grand Prix
Malinin rozpoczął sezon zawodami U.S. International Classic 2022. Po programie krótkim był szósty. W programie dowolnym miał zaplanowanych do wykonania 5 poczwórnych skoków; pierwszym z nich miał być axel, skok uchodzący za najtrudniejszy wśród wszystkich skoków łyżwiarskich, którego w wersji poczwórnej na zawodach nigdy dotąd nie wykonano. Dnia 15 września 2022 roku Malinin został pierwszą osobą, która tego dokonała. Amerykański łyżwiarz figurowy Adam Rippon nazwał osiągnięcie Malinina „najbardziej szaloną rzeczą, jaką widział, by ktoś zrobił  na lodzie”. Ostatecznie w programie dowolnym pomyślnie wykonał cztery z pięciu poczwórnych skoków, upadając w trakcie wykonywania poczwórnego lutza. Upadek jednak nie odebrał mu zwycięstwa - zajął pierwsze miejsce w programie dowolnym, zdobywając łącznie 257,28 punktów, co dało mu również pierwsze miejsce w klasyfikacji generalnej.   

Podczas turnieju Japan Open 2022, w którym reprezentował Drużynę Północnej Ameryki, Malinin zajął drugie miejsce w programie dowolnym, zdobywając łącznie 193,42 punktów, tuż za mistrzem świata Shomą Uno, który zdobył 193,80 punktów. Popełnił błąd przy lądowaniu poczwórnego axla, ale bez problemu wykonał wszystkie pozostałe skoki poczwórne.   

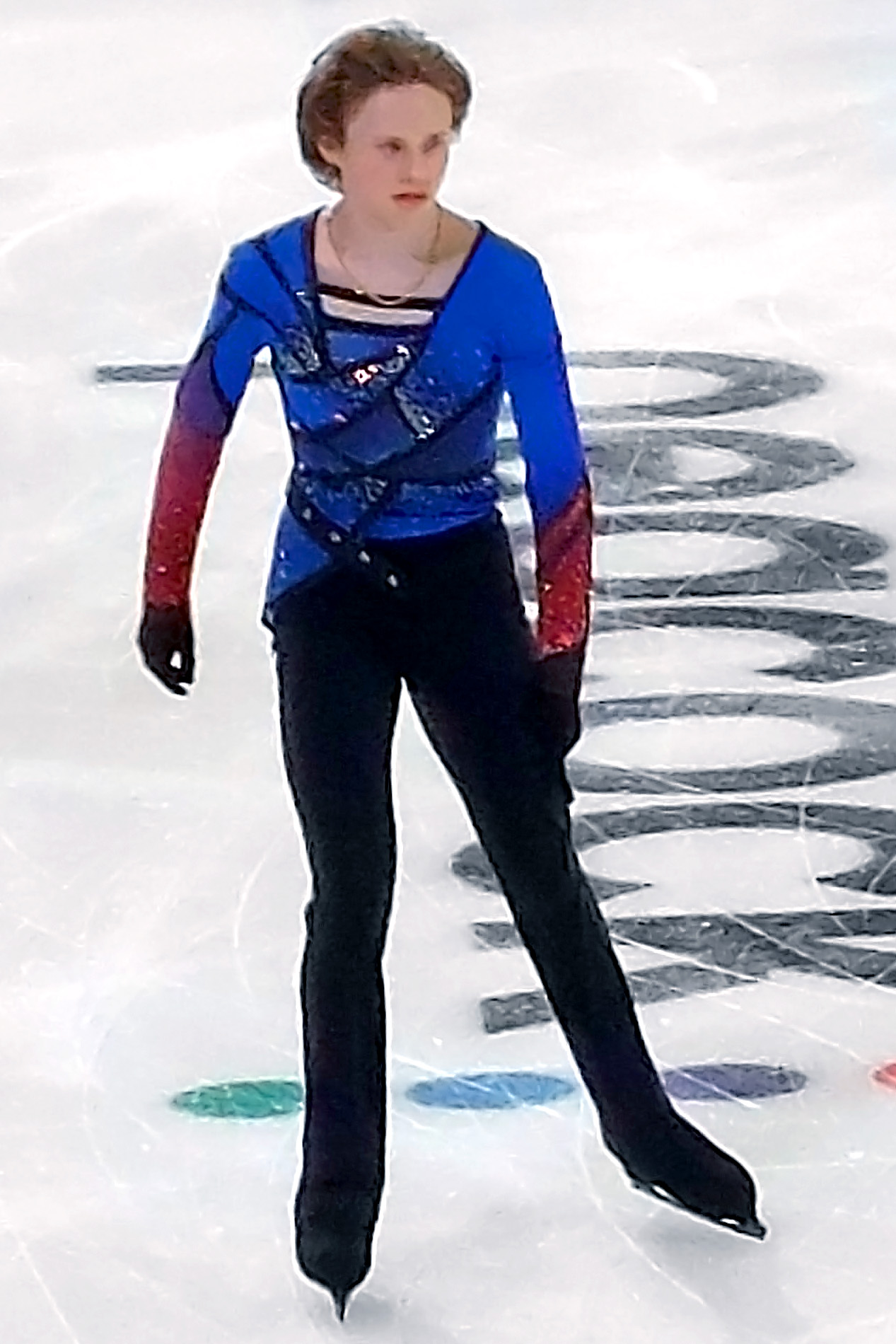
Skate America 2022 - program dowolny

W trakcie zawodów z cyklu Grand Prix 2022/23 Skate America 2022, Malinin w programie krótkim upadł podczas poczwórnego toe loopa. Mimo to zdobył 86,08 punktów i uzyskał czwarte miejsce. W pierwszej części programu dowolnego wykonał poczwórnego axla, toe loopa, lutza i salchowa, natomiast w drugiej części upadł w trakcie wykonywania kombinacji poczwórnego lutza i potrójnego salchowa, z których oba zostały uznane za wylądowane z niepełną rotacją ("dokręcone" na lodzie), po czym z sukcesem wykonał kombinacje: potrójnego flipa z potrójnym toe loopem oraz potrójnego lutza z potrójnym axlem, za co publiczność nagrodziła go owacją na stojąco. Wszystkie jego piruety zostały ocenione na poziom 4. W programie dowolnym zdobył 194,29 punktów, co dało mu łączną notę 280,37, o siedem punktów większą od zajmującego drugie miejsce japończyka Kao Miury. Tak wysoki wynik w programie dowolnym dał mu zwycięstwo. Malinin został najmłodszym zwycięzcą w historii zawodów Skate America w kategorii solistów.    
Podczas kolejnych zawodów z cyklu Grand Prix 2022/23, Grand Prix Espoo 2022 w programie krótkim dwa skoki Malinina zostały uznane za wylądowane z niepełną rotacją ("dokręcone" na lodzie); dodatkowo potknął się w trakcie wykonywania potrójnego axela. Mimo błędów zajął drugie miejsce za Francuzem Kévinem Aymozem. Później ujawnił, że był lekko kontuzjowany i miał problem z lewą stopą. Zdecydowanie wygrał program dowolny, zajmując pierwsze miejsce i zdobywając swój drugi złoty medal w cyklu Grand Prix 2022-23. Wygrana w obu zawodach z tego cyklu pozwoliła mu na awans do Finału Grand Prix 2022-23.   
Startując w Finale Grand Prix 2022/23 Malinin nadal skarżył się na ból spowodowany kontuzją. W trakcie programu krótkiego popełnił błędy przy lądowaniu dwóch skoków, a kolejnego lądując z niepełną rotacją (lądowanie z "dokrętką" na lodzie), w efekcie czego zajął piąte miejsce z wynikiem 80,10. Poprawił się w programie dowolnym, w którym zajął drugie miejsce, popełniając tylko niewielki błąd przy jednym ze skoków. W klasyfikacji generalnej zdobył brązowy medal, tracąc 2,41 punktu do srebrnego medalisty japończyka Sōty Yamamoto.  
Malinin przystąpił do Mistrzostw Stanów Zjednoczonych 2023 jako faworyt do złotego medalu i mimo niełatwego sezonu, w programie krótkim zaprezentował się bezbłędnie, zajmując pierwsze miejsce z przewagą 10,11 punktów nad drugim Jasonem Brownem. W programie dowolnym Malinin planował podjąć próbę wykonania sześciu poczwórnych skoków, ale upadł w trakcie wykonywania jednego z nich i dublował dwa pozostałe. Zajął drugie miejsce za Andrewem Torgashevem, nieznacznie wyprzedzając Browna. Dzięki świetnemu występowi w programie krótkim udało mu się zdobyć złoty medal. 
Na Mistrzostwach Świata 2023 w Saitamie Malinin zajął drugie miejsce w programie krótkim, z wynikiem punktowym 100,38. Następnie podjął się najtrudniejszego technicznie programu dowolnego, jaki kiedykolwiek widziano na mistrzostwach świata – wykonał sześć poczwórnych skoków, lądując czysto trzy razy – w tym poczwórnego axla, pierwszego w historii mistrzostw świata – uzyskując 188,06. Pozwoliło mu to zająć trzecie miejsce zarówno w programie dowolnym, jak i w klasyfikacji generalnej - za Shomą Uno na pierwszym miejscu i Junem-Hwan Cha na drugim. Jego łączna nota punktowa wyniosła 288,44.
Na zakończenie sezonu wziął udział w World Team Trophy 2023, międzynarodowych zawodach drużynowych, gdzie wraz z drugim solistą Jasonem Brownem, solistkami Amber Glenn i Isabeau Levito, parą taneczną Madison Chock i Evanem Batesem oraz parą sportową Alexą Knierim i Brandonem Frazierem reprezentował Stany Zjednoczone. Po programie krótkim był pierwszy, po programie dowolnym piąty, co ostatecznie w klasyfikacji generalnej dało mu drugie miejsce. Dzięki wysokim wynikom pozostałych członków drużyny, reprezentacja Stanów Zjednoczonych zdobyła w tych zawodach złoty medal.
|                                                                |                |             |            | Program krótki | Program krótki | Program dowolny | Program dowolny | Klasyfikacja generalna | Klasyfikacja generalna |
| Zawody                                                         | Ranga zawodów  | Miejsce     | Data       | Wynik          | Pozycja        | Wynik           | Pozycja         | Wynik                  | Pozycja                |
| -------------------------------------------------------------- | -------------- | ----------- | ---------- | -------------- | -------------- | --------------- | --------------- | ---------------------- | ---------------------- |
| U.S. International Classic 2022                                | międzynarodowe | Lake Placid | 13.09.2022 | 71,84          | 6              | 185,44          | 1               | 257,28                 | 1                      |
| Japan Open 2022                                                | międzynarodowe | Saitama     | 08.10.2022 |                |                | 193,42          | 2               |                        |                        |
| Skate America 2022                                             | międzynarodowe | Norwood     | 21.10.2022 | 86,08          | 4              | 194,29          | 1               | 280,37                 | 1                      |
| Grand Prix Espoo 2022                                          | międzynarodowe | Espoo       | 25.11.2022 | 85,57          | 2              | 192,82          | 1               | 278,39                 | 1                      |
| Finał Grand Prix w Łyżwiarstwie Figurowym 2022/23              | międzynarodowe | Turyn       | 08.12.2022 | 80,10          | 5              | 191,84          | 2               | 271,94                 | 3                      |
| Mistrzostwa Stanów Zjednoczonych w Łyżwiarstwie Figurowym 2023 | krajowe        | San Jose    | 21.01.2023 | 110,36         | 1              | 177,38          | 2               | 287,74                 | 1                      |
| Mistrzostwa Świata w Łyżwiarstwie Figurowym 2023               | międzynarodowe | Saitama     | 20.03.2023 | 100,38         | 2              | 188,06          | 3               | 288,44                 | 3                      |
| World Team Trophy 2023                                         | międzynarodowe | Tokio       | 15.04.2023 | 105,90         | 1              | 173,64          | 5               | 279,54                 | 2                      |

#### Sezon 2023–2024: Mistrz świata i złoto w finale Grand Prix

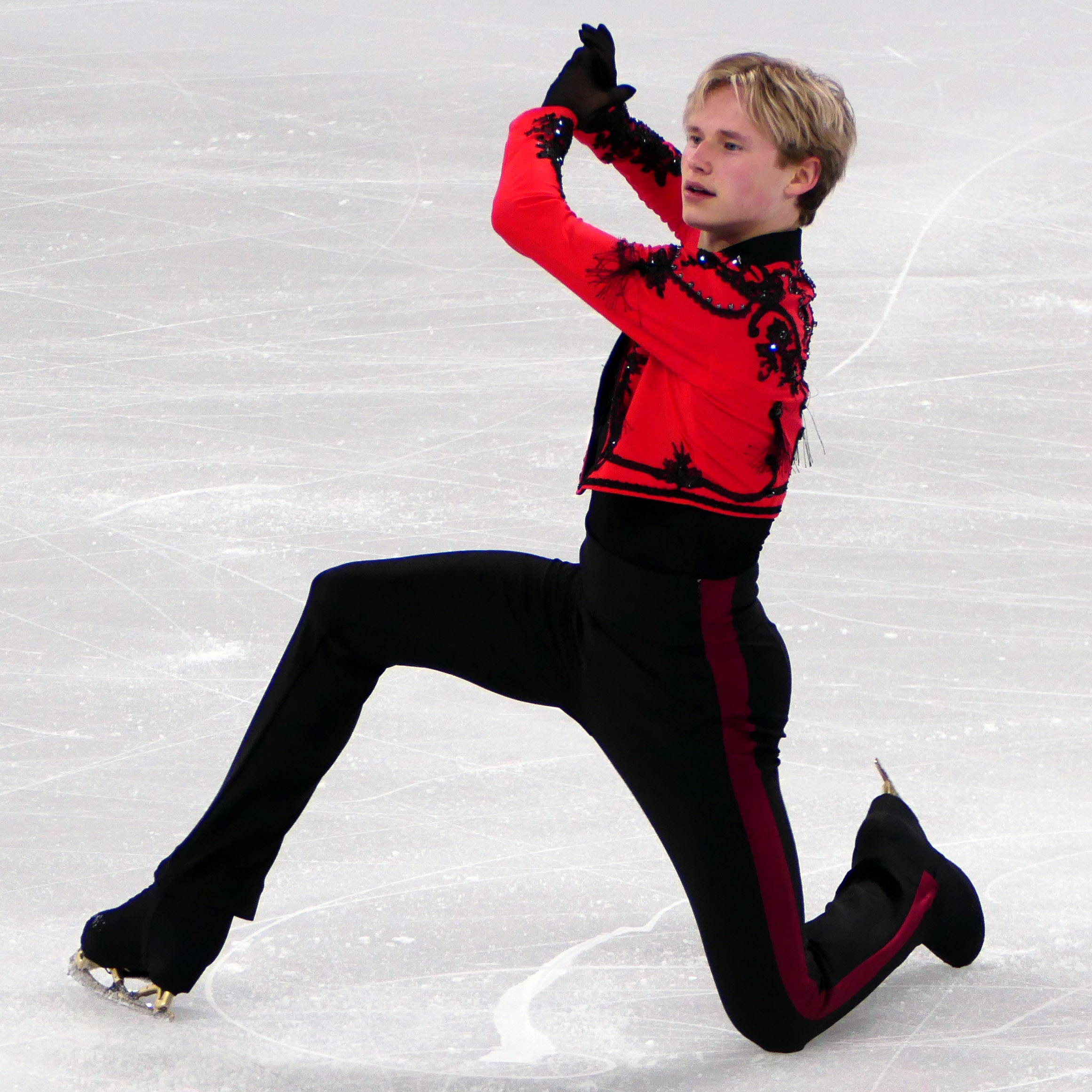
Mistrzostwa Świata 2024 - program krótki

W swoim pierwszym występie w sezonie 2023//24 na zawodach Autumn Classic International 2023 zdobył złoto.    
Jako członek Drużyny Północnej Ameryki rywalizował na turnieju Japan Open 2023 i wygrał konkurencję solistów, a jego drużyna zajęła drugie miejsce w klasyfikacji generalnej.
    

Występy w cyklu z serii Grand Prix 2023/24 rozpoczął od zawodów Skate America 2023, gdzie zwyciężył w programie krótkim z przewagą prawie siedmiu punktów nad francuzem Kévinem Aymozem. W programie dowolnym bezbłędnie wykonał wszystkie skoki, ustanawiając nowe rekordy życiowe - zarówno w programie dowolnym (206,41), jak i w klasyfikacji generalnej (310,47), po raz pierwszy w trakcie swojej amatorskiej kariery przełamując barierę 200 i 300 punktów.   

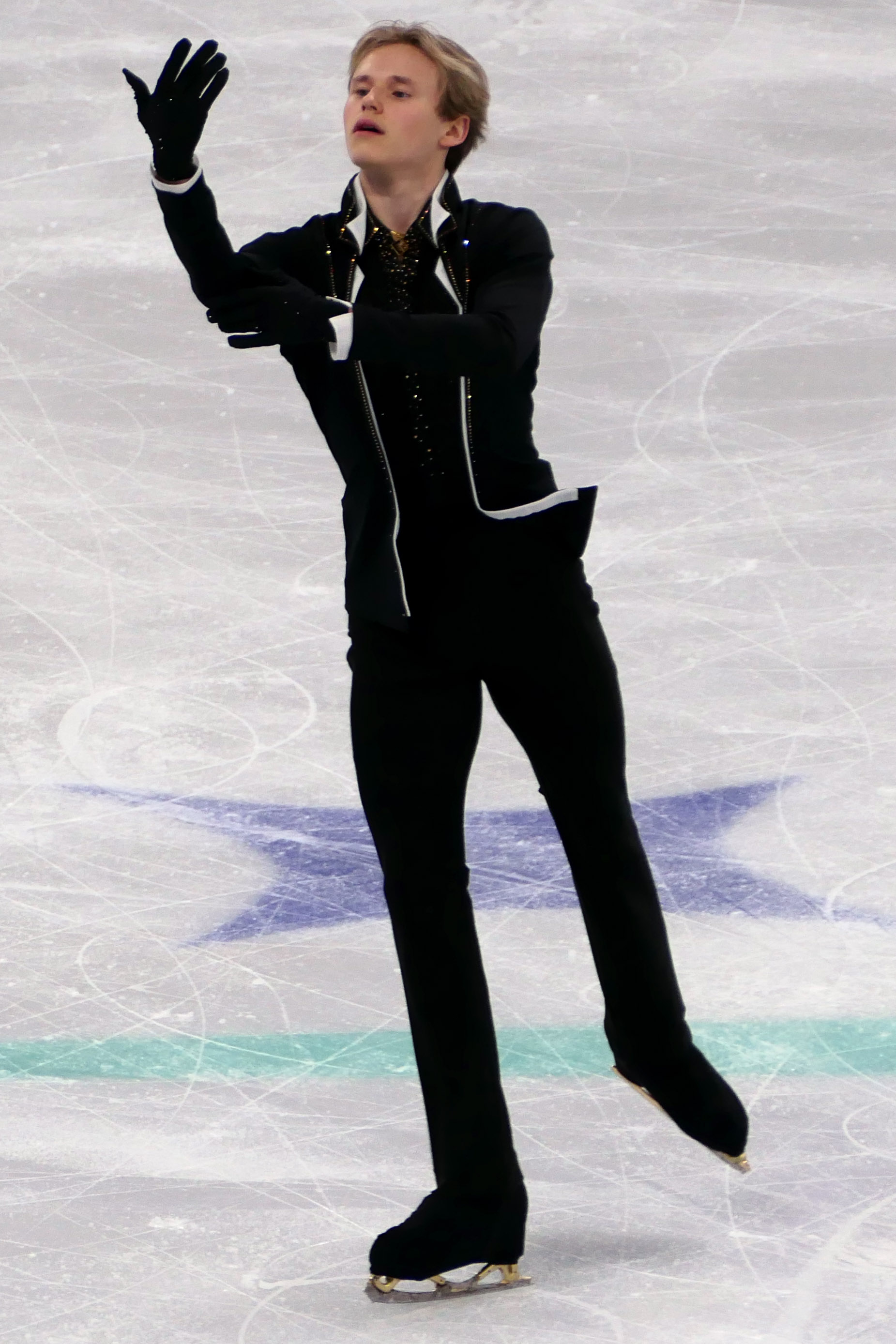
Mistrzostwa Świata 2024 - program dowolny

W swoich drugich zawodach z cyklu Grand Prix 2023/24,Grand Prix de France 2023 zdobył srebrny medal za francuzem Adamem Siao Him Fa, co pozwoliło mu zakwalifikować się do finału Grand Prix w Pekinie.   
Podczas Finału Grand Prix 2023/2024 Malinin jako pierwszy łyżwiarz w historii wykonał pomyślnie poczwórnego axla w programie krótkim. Podczas programu dowolnego Malinin bezbłędnie wykonał pięć z sześciu zaplanowanych skoków poczwórnych (upadł w trakcie wykonywania poczwórnego axla). Wygrał zawody z przewagą 17,30 punktów nad ówczesnym mistrzem świata Shomą Uną.  
Mimo problemów z łyżwami drugi raz z rzędu został mistrzem Stanów Zjednoczonych; zajął pierwsze miejsce zarówno w programie krótkim, dowolnym oraz w klasyfikacji generalnej. Zwyciężył z przewagą prawie 30 punktów nad zajmującym drugie miejsce Jasonem Brownem.
W związku z kontuzją lewej stopy, nie był pewien czy wystąpi w Mistrzostwach Świata 2024. Ostatecznie wziął w nich udział, osiągając w programie krótkim wynik 105,97 punktów, który dał mu trzecie miejsce, za japończykami Shomą Uno (107,72) i Yumą Kagiyamą (106,35). W programie dowolnym Malinin wykonał z powodzeniem sześć poczwórnych skoków, w tym dwa w kombinacji, a także sekwencję potrójnego lutza i potrójnego axla. Wszystkie elementy programu wykonał bezbłędnie. Zwyciężył w programie dowolnym z wynikiem punktowym 227,79, nie tylko uzyskując najlepszy wynik w swojej dotychczasowej karierze, ale także ustanawiając nowy rekord świata. Swój pierwszy tytuł mistrza świata zdobył, uzyskując łącznie 333,76 punktów.
|                                                                |                |          |            | Program krótki | Program krótki | Program dowolny | Program dowolny | Klasyfikacja generalna | Klasyfikacja generalna |
| Zawody                                                         | Ranga zawodów  | Miejsce  | Data       | Wynik          | Pozycja        | Wynik           | Pozycja         | Wynik                  | Pozycja                |
| -------------------------------------------------------------- | -------------- | -------- | ---------- | -------------- | -------------- | --------------- | --------------- | ---------------------- | ---------------------- |
| Autumn Classic International 2023                              | międzynarodowe | Montreal | 13.09.2023 | 100,87         | 1              | 180,81          | 1               | 281,68                 | 1                      |
| Japan Open 2023                                                | międzynarodowe | Saitama  | 07.10.2023 |                |                | 193,91          | 1               |                        |                        |
| Skate America 2023                                             | międzynarodowe | Allen    | 20.10.2023 | 104,06         | 1              | 206,41          | 1               | 310,47                 | 1                      |
| Grand Prix de France 2023                                      | międzynarodowe | Angers   | 03.11.2023 | 101,58         | 1              | 203,10          | 2               | 304,68                 | 2                      |
| Finał Grand Prix w Łyżwiarstwie Figurowym 2023/24              | międzynarodowe | Pekin    | 08.12.2023 | 106,90         | 1              | 207,76          | 1               | 314,66                 | 1                      |
| Mistrzostwa Stanów Zjednoczonych w Łyżwiarstwie Figurowym 2024 | krajowe        | Columbus | 22.01.2024 | 108,57         | 1              | 185,78          | 1               | 294,35                 | 1                      |
| Mistrzostwa Świata w Łyżwiarstwie Figurowym 2024               | międzynarodowe | Montreal | 18.03.2024 | 105,97         | 3              | 227,79          | 1               | 333,76                 | 1                      |

#### Sezon 2024–2025: Drugie z rzędu mistrzostwo świata i złoto w finale Grand Prix
Malinin rozpoczął sezon zawodami Lombardia Trophy 2024. W swoim pierwszym występie w sezonie bezbłędnie wykonał program krótki, przełamując barierę 100 punktów. W programie dowolnym pokonał barierę 200 punktów, a w klasyfikacji generalnej 300, zdobywając złoty medal z przewagą ponad 20 punktów nad zajmującym drugie miejsce Yumą Kagiyamą.
Rozpoczynając udział w serii Grand Prix 2024/2025, po raz trzeci z rzędu wygrał zawody Skate America 2024. Tydzień później wziął udział w zawodach Skate Canada International 2024, które również wygrał, zapewniając sobie miejsce w finale cyklu Grand Prix.

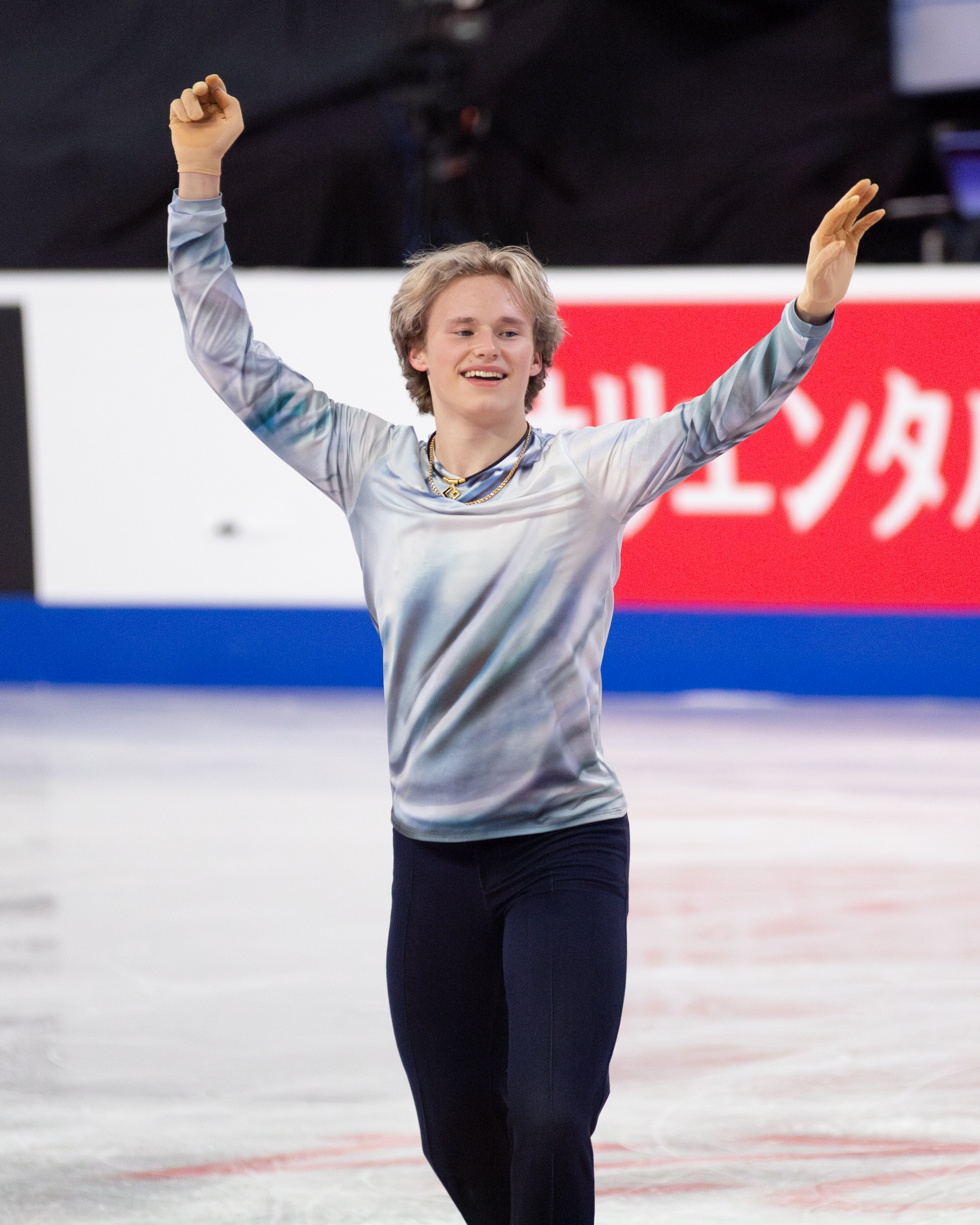
Skate Canada International 2024 - program krótki

W grudniu 2024 roku Malinin po raz drugi zwyciężył w Finale Grand Prix. W programie krótkim uzyskał 105,43 punktów i zajął pierwsze miejsce. W programie dowolnym podjął próbę wykonania siedmiu poczwórnych skoków, jednak upadł w trakcie jednego z poczwórnych lutzów. Udało mu się wykonać wszystkie pozostałe poczwórne skoki, łącznie z poczwórnym axelem (choć niektóre ze skoków zostały uznane za wylądowane z niepełną rotacją - "dokręcone" na lodzie). Za program dowolny otrzymał 186,69 punktów, co dało mu łączną notę 292,12 i zapewniło złoty medal. Ten występ sprawił, że Malinin został pierwszym łyżwiarzem figurowym, który wykonał wszystkie rodzaje poczwórnych skoków w jednym programie.
W styczniu 2025 roku Malinin wziął udział w Mistrzostwach Stanów Zjednoczonych 2025. W programie krótkim uzyskał wynik 114,08. W programie dowolnym planował wykonać siedem poczwórnych skoków, ale upadł podczas próby poczwórnego rittbergera. Program dowolny przyniósł mu 219,23 punktów i łączny wynik 333,31 punktów, dający mu prowadzenie o prawie 47 przed drugim Andrew Torgashevem i zapewniając mu trzeci z rzędu tytuł mistrza kraju.
2 marca 2025 roku Malinin uczestniczył w gali Legacy on Ice, zorganizowanej w celu uczczenia pamięci ofiar katastrofy samolotu American Eagle Flight 5342 oraz stanowiącej wyraz wdzięczności dla ratowników, którzy uczestniczyli w akcji ratowniczej. Zaprezentował program do utworu Hope rapera NF.
Pod koniec marca 2025 roku Malinin zdobył kolejne złoto na Mistrzostwach Świata i drugi z rzędu tytuł mistrza świata. Wykonał bezbłędny program krótki, w którym zajął pierwsze miejsce z wynikiem 110,41, co było jego najlepszym wynikiem w programie krótkim w jego dotychczasowej karierze. Pierwsze miejsce zajął również w programie dowolnym, z wynikiem 208,15. W jego trakcie zamierzał wykonać siedem poczwórnych skoków, ostatecznie jednak kolejny raz wykonał wszystkie sześć poczwórnych skoków – flipa, axla, lutza, rittbergera, toe loopa i salchowa (dwa z nich uznano za wylądowane z tzw. ćwiartką). Jego łączna nota punktowa wyniosła 318,56. Swój program do piosenki To Build a Home zespołu The Cinematic Orchestra na pokazach mistrzów, odbywających się na zakończenie mistrzostw świata zadedykował ofiarom katastrofy samolotu American Eagle Flight 5342.
Sezon zakończył uczestnictwem w drużynowych zawodach World Team Trophy 2025, gdzie wraz z drugim solistą Jasonem Brownem, solistkami Amber Glenn i Alysą Liu, parą taneczną Madison Chock i Evanem Batesem oraz parą sportową Alisą Efimovą i Mishą Mitrofanovem należał do drużyny Stanów Zjednoczonych. Indywidualnie zajął miejsce pierwsze w programie krótkim, dowolnym oraz klasyfikacji generalnej. Drużyna Stanów Zjednoczonych również odniosła zwycięstwo w tych zawodach.
|                                                                |                |          |            | Program krótki | Program krótki | Program dowolny | Program dowolny | Klasyfikacja generalna | Klasyfikacja generalna |
| Zawody                                                         | Ranga zawodów  | Miejsce  | Data       | Wynik          | Pozycja        | Wynik           | Pozycja         | Wynik                  | Pozycja                |
| -------------------------------------------------------------- | -------------- | -------- | ---------- | -------------- | -------------- | --------------- | --------------- | ---------------------- | ---------------------- |
| Lombardia Trophy 2024                                          | międzynarodowe | Bergamo  | 08.09.2024 | 107,25         | 1              | 205,30          | 1               | 312,55                 | 1                      |
| Skate America 2024                                             | międzynarodowe | Allen    | 18.10.2024 | 99,69          | 1              | 190,43          | 2               | 290,12                 | 1                      |
| Skate Canada International 2024                                | międzynarodowe | Halifax  | 25.10.2024 | 106,22         | 1              | 195,60          | 1               | 301,82                 | 1                      |
| Finał Grand Prix w Łyżwiarstwie Figurowym 2024/25              | międzynarodowe | Grenoble | 05.02.2024 | 105,43         | 1              | 186,69          | 2               | 292,12                 | 1                      |
| Mistrzostwa Stanów Zjednoczonych w Łyżwiarstwie Figurowym 2025 | krajowe        | Wichita  | 19.01.2025 | 114,08         | 1              | 219,23          | 1               | 333,31                 | 1                      |
| Mistrzostwa Świata w Łyżwiarstwie Figurowym 2025               | międzynarodowe | Boston   | 25.03.2025 | 110,41         | 1              | 208,15          | 1               | 318,56                 | 1                      |
| World Team Trophy 2025                                         | międzynarodowe | Tokio    | 17.04.2025 | 106,08         | 1              | 183,88          | 1               | 289,96                 | 1                      |

## Styl i technika jazdy

### Skoki poczwórne (ang. quads)
Malinin jest znany ze szczególnego talentu do wykonywania skoków, w szczególności poczwórnych. Już w trakcie kariery juniorskiej opanował dwa ich rodzaje - toe loopa i salchowa (sezon 2020/2021). 
W trakcie swojego debiutanckiego sezonu seniorskiego (sezon 2021/2022) zaprezentował kolejny poczwórny skok - lutz. 
W sezonie 2022/2023 jego program dowolny obejmował już pięć skoków poczwórnych - toe loopa, salchowa, lutza, rittbergera oraz uchodzącego za najtrudniejszy ze wszystkich łyżwiarskich skoków - axla. Do momentu jego wylądowania przez Malinina w trakcie U.S. International Classic 2022 wiele osób uważało poczwórnego axla za skok niemal, że niemożliwy do wykonania, ze względu na dodatkowe pół rotacji, jakie jest potrzebne do jego wylądowania (axel jest wyskakiwany z przodu, a lądowany tyłem, więc do jego wykonania koniecznych jest cztery i pół obrotu). Malinin zapisał się w historii jako pierwsza osoba, która wylądowała poczwórnego axla w międzynarodowych zawodach i na mistrzostwach świata w programie dowolnym oraz w międzynarodowych zawodach w programie krótkim. W dalszym ciągu jest jedyną osobą, która potrafi poprawnie wykonać ten skok.
W trakcie Mistrzostw Świata 2024 w jednym programie wykonał sześć poczwórnych skoków - axla, lutza, salchowa, rittbergera i dwa toe loopy.
W sezonie 2024/2025 w programie dowolnym zaczął wykonywać również poczwórnego flipa. 
W trakcie Finału Grand Prix 2024/2025 jako pierwsza osoba na świecie wylądował w jednym programie wszystkie sześć rodzajów skoków poczwórnych (jednak dwa zostały uznane za "dokręcone" na lodzie); ten sam wyczyn powtórzył także na Mistrzostwach Świata 2025 (tym razem już bez "dokrętek").
Ze względu, że poczwórne skoki, a w szczególności axel stanowią jeden z jego znaków rozpoznawczych, posługuje się pseudonimem Quad God (stylizowane na quadg0d).

### Salto w tył (ang. back flip)
W sezonie 2024/2025 charakterystycznym elementem choreograficznym jego programu dowolnego zostało salto w tył (ang. back flip). W 1976 roku Międzynarodowa Unia Łyżwiarska ze względów bezpieczeństwa zakazała wykonywania tego elementu w trakcie zawodów łyżwiarskich; złamanie tego zakazu wiązało się z negatywnymi konsekwencjami w postaci punktów ujemnych. Zakaz został zniesiony w czerwcu 2024 roku.

### Raspberry twist[50][51]
Od 2023 roku charakterystycznym elementem choreograficznym programów Malinina jest tzw. raspberry twist. Jest to zmodyfikowana wersja elementu butterfly, w którego trakcie wykonuje się pojedynczy obrót.
Element wymyślony został przez samego Malinina; pierwsza część jego nazwy (raspberry) pochodzi od tłumaczenia nazwiska Malinin z języka rosyjskiego na język angielski.

## Osiągnięcia
| Zawody                                | 19–20          | 20–21          | 21–22          | 22–23          | 23–24          | 24–25          |                |                |                |                |                |                |                |                |                |                |                |
| Międzynarodowe                        | Międzynarodowe | Międzynarodowe | Międzynarodowe | Międzynarodowe | Międzynarodowe | Międzynarodowe | Międzynarodowe | Międzynarodowe | Międzynarodowe | Międzynarodowe | Międzynarodowe | Międzynarodowe | Międzynarodowe | Międzynarodowe | Międzynarodowe | Międzynarodowe | Międzynarodowe |
| ------------------------------------- | -------------- | -------------- | -------------- | -------------- | -------------- | -------------- | -------------- | -------------- | -------------- | -------------- | -------------- | -------------- | -------------- | -------------- | -------------- | -------------- | -------------- |
| Mistrzostwa świata                    |                |                | 9              | 3              | 1              | 1              |                |                |                |                |                |                |                |                |                |                |                |
| GP Finał Grand Prix                   |                |                |                | 3              | 1              | 1              |                |                |                |                |                |                |                |                |                |                |                |
| GP Grand Prix Espoo                   |                |                |                | 1              |                |                |                |                |                |                |                |                |                |                |                |                |                |
| GP Grand Prix de France               |                |                |                |                | 2              |                |                |                |                |                |                |                |                |                |                |                |                |
| GP Skate America                      |                | 5              |                | 1              | 1              | 1              |                |                |                |                |                |                |                |                |                |                |                |
| GP Skate Canada International         |                |                |                |                |                | 1              |                |                |                |                |                |                |                |                |                |                |                |
| CS Lombardia Trophy                   |                |                |                |                |                | 1              |                |                |                |                |                |                |                |                |                |                |                |
| CS Autumn Classic International       |                |                |                |                | 1              |                |                |                |                |                |                |                |                |                |                |                |                |
| CS Ice Challenge                      |                |                | 3              |                |                |                |                |                |                |                |                |                |                |                |                |                |                |
| CS U.S. International Classic         |                |                |                | 1              |                |                |                |                |                |                |                |                |                |                |                |                |                |
| International Challenge Cup           |                |                | 1              |                |                |                |                |                |                |                |                |                |                |                |                |                |                |
| Międzynarodowe: Kategorie młodzieżowe |                |                |                |                |                |                |                |                |                |                |                |                |                |                |                |                |                |
| Mistrzostwa świata juniorów           | 16             |                | 1              |                |                |                |                |                |                |                |                |                |                |                |                |                |                |
| JGP Finał                             |                |                | C              |                |                |                |                |                |                |                |                |                |                |                |                |                |                |
| JGP w Austrii                         |                |                | 1              |                |                |                |                |                |                |                |                |                |                |                |                |                |                |
| JGP we Francji                        |                |                | 1              |                |                |                |                |                |                |                |                |                |                |                |                |                |                |
| JGP w Stanach Zjednoczonych           | 4              |                |                |                |                |                |                |                |                |                |                |                |                |                |                |                |                |
| JGP we Włoszech                       | 7              |                |                |                |                |                |                |                |                |                |                |                |                |                |                |                |                |
| Philadelphia Summer International     | 1 J            |                |                |                |                |                |                |                |                |                |                |                |                |                |                |                |                |
| Krajowe                               |                |                |                |                |                |                |                |                |                |                |                |                |                |                |                |                |                |
| Mistrzostwa Stanów Zjednoczonych      | WD             |                | 2              | 1              | 1              | 1              |                |                |                |                |                |                |                |                |                |                |                |
| Zawody drużynowe                      |                |                |                |                |                |                |                |                |                |                |                |                |                |                |                |                |                |
| World Team Trophy                     |                |                |                | 1 T 2 P        |                | 1 T 1 P        |                |                |                |                |                |                |                |                |                |                |                |

## Rekordy świata
| Kategoria | Zawody                                                    | Data             | Program         | Punkty | Uwagi  |
| --------- | --------------------------------------------------------- | ---------------- | --------------- | ------ | ------ |
| Seniorzy  | Mistrzostwa świata w Łyżwiarstwie Figurowym 2024          | 23 marca 2024    | Program dowolny | 227,79 | [ 4 ]  |
| Juniorzy  | Mistrzostwa Świata Juniorów w Łyżwiarstwie Figurowym 2022 | 14 kwietnia 2022 | Program krótki  | 88,99  | [ 55 ] |
| Juniorzy  | Mistrzostwa Świata Juniorów w Łyżwiarstwie Figurowym 2022 | 16 kwietnia 2022 | Program dowolny | 187,12 | [ 55 ] |
| Juniorzy  | Mistrzostwa Świata Juniorów w Łyżwiarstwie Figurowym 2022 | 16 kwietnia 2022 | Nota łączna     | 276,11 | [ 55 ] |

## Programy[56][57]
| Sezon   | Program krótki                                                                          | Program dowolny | Pokazy mistrzów                                                                         |
| ------- | --------------------------------------------------------------------------------------- | --- | --------------------------------------------------------------------------------------- |
| 2024–25 | Running - NF - choreografia: Shae-Lynn Bourne                                           | I'm Not a Vampire (Revamped) - Falling In Reverse - choreografia: Shae-Lynn Bourne | Cage of Bones - Son Lux - choreografia: Ilia Malinin                                    |
| 2024–25 | Running - NF - choreografia: Shae-Lynn Bourne                                           | I'm Not a Vampire (Revamped) - Falling In Reverse - choreografia: Shae-Lynn Bourne | Lovely - Billie Eilish, Khalid - choreografia: Ilia Malinin                             |
| 2024–25 | Running - NF - choreografia: Shae-Lynn Bourne                                           | I'm Not a Vampire (Revamped) - Falling In Reverse - choreografia: Shae-Lynn Bourne | No Time to Die (z filmu Nie czas umierać) - Billie Eilish - choreografia: Ilia Malinin  |
| 2024–25 | Running - NF - choreografia: Shae-Lynn Bourne                                           | I'm Not a Vampire (Revamped) - Falling In Reverse - choreografia: Shae-Lynn Bourne | To Build a Home - The Cinematic Orchestra - choreografia: Ilia Malinin                  |
| 2023–24 | Malagueña - Ernesto Lecuona / Benise - choreografia: Shae-Lynn Bourne                   | Ścieżka dźwiękowa z serialu Sukcesja: 1. Andante Agitato - End Credits - The Raid 2. Andante Con Moto - String Orchestra Version - Nicholas Britell 3. Succession Main Title - Nicholas Britell / Katherine Cordova 4. Andante Moderato - End Credits - Amen 5. Strings Con Fuoco - Nicholas Britell - choreografia: Shae-Lynn Bourne | All You Ever Wanted - Rag'n'Bone Man                                                    |
| 2023–24 | Malagueña - Ernesto Lecuona / Benise - choreografia: Shae-Lynn Bourne                   | Ścieżka dźwiękowa z serialu Sukcesja: 1. Andante Agitato - End Credits - The Raid 2. Andante Con Moto - String Orchestra Version - Nicholas Britell 3. Succession Main Title - Nicholas Britell / Katherine Cordova 4. Andante Moderato - End Credits - Amen 5. Strings Con Fuoco - Nicholas Britell - choreografia: Shae-Lynn Bourne | Tout l'univers - Gjon's Tears                                                           |
| 2023–24 | Malagueña - Ernesto Lecuona / Benise - choreografia: Shae-Lynn Bourne                   | Ścieżka dźwiękowa z serialu Sukcesja: 1. Andante Agitato - End Credits - The Raid 2. Andante Con Moto - String Orchestra Version - Nicholas Britell 3. Succession Main Title - Nicholas Britell / Katherine Cordova 4. Andante Moderato - End Credits - Amen 5. Strings Con Fuoco - Nicholas Britell - choreografia: Shae-Lynn Bourne | I Got You - James Brown                                                                 |
| 2023–24 | Malagueña - Ernesto Lecuona / Benise - choreografia: Shae-Lynn Bourne                   | Ścieżka dźwiękowa z serialu Sukcesja: 1. Andante Agitato - End Credits - The Raid 2. Andante Con Moto - String Orchestra Version - Nicholas Britell 3. Succession Main Title - Nicholas Britell / Katherine Cordova 4. Andante Moderato - End Credits - Amen 5. Strings Con Fuoco - Nicholas Britell - choreografia: Shae-Lynn Bourne | Hope - NF - choreografia: Tommy Steenberg                                               |
| 2022–23 | I Put a Spell On You - oryg. Jay Hawkins, wyk. Garou - choreografia: Shae-Lynn Bourne   | Ścieżka dźwiękowa z serialu Euforia - Labrinth: 1. The Lake 2. I'm Tired 3. Mount Everest - choreografia: Juris Razgulajevs | Jealous - Labrinth                                                                      |
| 2022–23 | I Put a Spell On You - oryg. Jay Hawkins, wyk. Garou - choreografia: Shae-Lynn Bourne   | Ścieżka dźwiękowa z serialu Euforia - Labrinth: 1. The Lake 2. I'm Tired 3. Mount Everest - choreografia: Juris Razgulajevs | The Search - NF                                                                         |
| 2022–23 | I Put a Spell On You - oryg. Jay Hawkins, wyk. Garou - choreografia: Shae-Lynn Bourne   | Ścieżka dźwiękowa z serialu Euforia - Labrinth: 1. The Lake 2. I'm Tired 3. Mount Everest - choreografia: Juris Razgulajevs | All You Ever Wanted - Rag'n'Bone Man                                                    |
| 2021–22 | Billie Jean - David Cook - choreografia: Irina Romanova                                 | Medley: 1. Nobody Knows - Autograf 2. The Golden Age - Woodkid - choreografia: Viktor Pfeifer | Make It Rain (z serialu Synowie Anarchii) - Ed Sheeran - choreografia: Tatiana Malinina |
| 2020–21 | Billie Jean - David Cook - choreografia: Irina Romanova                                 | Medley: 1. Nobody Knows - Autograf 2. The Golden Age - Woodkid - choreografia: Viktor Pfeifer | —                                                                                       |
| 2019–20 | Make It Rain (z serialu Synowie Anarchii) - Ed Sheeran - choreografia: Tatiana Malinina | Writing's on the Wall (z filmu Spectre) - Sam Smith - choreografia: Tatiana Malinina | —                                                                                       |